# Carex doenitzii
Carex doenitzii är en halvgräsart som beskrevs av Johann Otto Boeckeler. Carex doenitzii ingår i släktet starrar, och familjen halvgräs.

## Underarter
Arten delas in i följande underarter:
- C. d. doenitzii
- C. d. okuboi